# Кубок короля Олександра 1925
Кубок короля Олександра 1925 (сербохорв. Kup kralja Aleksandra 1925) — другий розіграш кубка югославської федерації, що проводився у 1924—1927 роках. Участь у змаганнях брали збірні найбільших міст Югославії. У фіналі змагань вдруге поспіль зійшлись збірні Загреба і Спліта, переможцем знову стала команда Загреба.

## Учасники
- Збірна футбольної асоціації Белграда
- Збірна футбольної асоціації Загреба
- Збірна футбольної асоціації Осієка
- Збірна футбольної асоціації Любляни
- Збірна футбольної асоціації Сараєво
- Збірна футбольної асоціації Спліта
- Збірна футбольної асоціації Суботиці

## Чвертьфінал
Збірна Суботиці пройшла далі без гри.
| 16 серпня 1925 |

| Збірна Спліта     | 1:0 | Збірна Сараєво |
| ----------------- | --- | -------------- |
| Любо Бенчич пен.' |     |                |

| Спліт Арбітр: Ернест Фабріс (Загреб) |

Спліт: Марін Браєвич, Петар Дуймович, Янко Родін, Мірко Боначич, Миховил Боровчич Курир, Велько Подує, Шиме Подує, Марко Марковіна, Антун Боначич, Любо Бенчич, Вінко Радич.
Сараєво: Векослав Гілянович (САШК), Бранко Калембер («Славія»), Степан Беванда (САШК), Алоїз Станаревич («Хайдук» С), Антон Фелвер (САШК), Душан Гаврилович (САШК), Іван Катич («Славія» С), Драгутин Сібер (САШК), Рашид Нємчевич (САШК), Франьо Кранїч («Желєзнічар»), Хуго Бек (САШК).
| 16 серпня 1925 |

| Збірна Осієка     | 1:3 | Збірна Белграда                 |
| ----------------- | --- | ------------------------------- |
| Йосип Сівек пен.' |     | Драган Йованович Душан Петкович |

| Осієк Глядачів: 800 Арбітр: Вілко Бркич (Загреб) |

Осієк: Отто Пірк (ОШК), Степан Вукович («Слога»), Антун Пінтар («Славія»), Бранко Рожич («Славія»), Іван Петелин («Славія»), Любомир Урбан («Славія»), Нікола Рукавина («Славія»), Мілош Момиров («Граджянскі»), Йосип Сівек («Хайдук» О), Бранко Андучич («Славія»), Адольф Єлачич («Славія»)
Белград: Карой Немеш, Милутин Івкович, Бранко Петрович, Михайло Начевич, Сава Маринкович (БСК), Светислав Маркович, Александар Джорджевич, Драган Йованович, Стеван Лубурич, Душан Петкович, Бранислав Секулич.
| 17 серпня 1925 |

| Збірна Любляни              | 1:3 | Збірна Загреба                       |
| --------------------------- | --- | ------------------------------------ |
| Миодраг Доберлет 73' (пен.) |     | 70' 72' Йосип Бубле 88' Нікола Бабич |

| «Ілірія», Любляна Глядачів: 1 600 Арбітр: Миклош Чилаг (Нові Врбас) |

Любляна: Матей Міклавчич («Ілірія»), Хуго Бельтрам («Ілірія»), Йоже Погачар («Ілірія»), Павел Земляк («Примор'є»), Габріель Жупанчич («Ілірія»), Ладислав Жупанчич («Ілірія»), Янез Жупанчич («Ілірія»), Ото Оман («Ілірія»), Йосип Плеш («Гермес»), Миодраг Доберлет («Ілірія»), Кирил Ямник («Ядран»).
Загреб: Максиміліан Михелчич, Степан Врбанчич, Еуген Дасович, Рудольф Хітрець, Даніель Премерл, Густав Ремець, Анте Млинарич, Йосип Бубле, Нікола Бабич, Еуген Плаццеріано, Рікард Павелич.

## Півфінал
| 23 серпня 1925 |

| Збірна Белграда       | 1:2 | Збірна Загреба                        |
| --------------------- | --- | ------------------------------------- |
| Бранислав Секулич 43' |     | 38' Еуген Плаццеріано 53' Йосип Бубле |

| БСК, Белград Глядачів: 6 000 Арбітр: Антон Фелвер (Сараєво) |

Белград: Карой Немеш, Милутин Івкович, Бранко Петрович, Михайло Начевич, Сава Маринкович (БСК), Светислав Маркович, Александар Джорджевич, Драган Йованович, Нікола Мар'янович (БСК), Душан Петкович, Бранислав Секулич.
Загреб: Максиміліан Михелчич, Степан Врбанчич, Еуген Дасович, Рудольф Хітрець, Даніель Премерл, Густав Ремець, Йосип Бубле, Еміль Першка, Нікола Бабич, Еуген Плаццеріано, Миливой Бенкович.
| 23 серпня 1925 |

| Збірна Спліта                         | 2:0 | Збірна Суботиці |
| ------------------------------------- | --- | --------------- |
| Любо Бенчич 38' (пен.) Шиме Подує 88' |     |                 |

| «Хайдук», Спліт Глядачів: 3 000 Арбітр: Станойло Йоксич (Белград) |

Спліт: Марін Браєвич, Петар Дуймович, Янко Родін, Мірко Боначич, Миховил Боровчич Курир, Велько Подує, Шиме Подує, Антун Боначич, Любо Бенчич, Марко Марковіна, Вінко Радич.
Суботиця: Бела Віраг («Бачка»), Андрія Куюнджич («Бачка»), Коломан Губич («Бачка»), Михайло Хельд (САНД), Алоїз Вейсс (САНД), Михайло Клейн («Аматер» Сомбор), Золтан Інотаї (САНД), Марко Рудич («Бачка»), Йосип Ковач («Бачка»), Бела Каїч ("Сомборський ШК), Желько (Дезідер) Слезак («Бачка»).

## Фінал
| 31 серпня 1925 |

| Збірна Загреба                                          | 3:1 | Збірна Спліта   |
| ------------------------------------------------------- | --- | --------------- |
| Йосип Бубле 43' Антун Павлекович 60' Нікола Грденич 87' |     | 73' Любо Бенчич |

| ХАШК, Загреб Глядачів: 5 000 Арбітр: Станойло Йоксич (Белград) |

Загреб: Максиміліан Михелчич, Степан Врбанчич, Еуген Дасович, Рудольф Хітрець, Даніель Премерл, Густав Ремець, Нікола Грденич, Йосип Бубле, Нікола Бабич, Еміль Першка, Антун Павлекович.
Спліт: Марін Браєвич, Петар Дуймович, Янко Родін, Мірко Боначич, Миховил Боровчич Курир, Велько Подує, Шиме Подує, Антун Боначич, Любо Бенчич, Марко Марковіна, Вінко Радич.

## Склад чемпіона
Збірна Загреба:
- воротарі: Максиміліан Михелчич («Граджянскі»);
- захисники: Степан Врбанчич* (ХАШК) (3), Еуген Дасович* («Граджянскі») (3);
- півзахисники: Даніель Премерл* (ХАШК) (3), Густав Ремець* (3), Рудольф Хитрець* (3) (обидва — «Граджянскі»);
- нападники: Нікола Бабич (3.1), Еуген Плаццеріано* (2.1), Миливой Бенкович* (1), Нікола Грденич (1.1) (усі — ХАШК), Йосип Бубле (3.4), Еміль Першка* (2), Антун Павлекович (1) (усі — «Граджянскі»), Рікард Павелич «Конкордія» (1), Анте Млинарич («Желєзнічар») (1)

- * Дворазові переможці кубка

## Найкращі бомбардири
|    | Гравець        | Команда         | Голів |
| -- | -------------- | --------------- | ----- |
| 1° | Йосип Бубле    | Збірна Загреба  | 4     |
| 2° | Любо Бенчич    | Збірна Спліта   | 3     |
| 3° | Душан Петкович | Збірна Белграда | 2     |